# 托爾卡尼夫卡
48°19′25″N 29°9′14″E / 48.32361°N 29.15389°E
托爾卡尼夫卡（烏克蘭語：Торканівка），是烏克蘭的村落，位於該國西南部文尼察州，由海辛區負責管轄，始建於1597年，面積2.1平方公里，海拔高度211米，2001年人口1,061，人口密度每平方公里505.24人。